# Литманен, Яри
Я́ри О́лави Ли́тманен (фин. Jari Olavi Litmanen; 20 февраля 1971, Лахти, Финляндия) — финский футболист, лучший футболист в истории Финляндии. Рекордсмен сборной Финляндии по количеству сыгранных матчей и второй — по количеству забитых мячей. Лучший футболист Финляндии за период 1954—2003 годов (юбилейный приз к 50-летию UEFA).

## Биография
Яри родился в Лахти в семье футболистов. Его отец, Олави Литманен, был игроком футбольного клуба «Рейпас Лахти» и финской сборной. Мать Лииса — также футболистка, играла за женский клуб «Рейпас Лахти». Яри в детстве, помимо футбола, серьёзно увлекался и хоккеем — вплоть до 14 лет удавалось совмещать занятия обоими видами спорта.
Дебютировал в составе сборной в 18-летнем возрасте 22 октября 1989 года в матче против Тринидада и Тобаго. Первый мяч забил 16 мая 1991 года в ворота Мальты.
Именно вместо Литманена в финале Лиги чемпионов УЕФА 1994/95 вышел на замену 18-летний Патрик Клюйверт, забивший победный мяч «Аякса» в ворота «Милана». 27 сентября 1995 года сделал хет-трик в ворота «Ференцвароша» в матче Лиги чемпионов. Этот хет-трик остаётся единственным для финских футболистов в Лиге чемпионов. В финале Лиги чемпионов 1995/96 Литманен сравнял счёт в матче против «Ювентуса», а затем забил и в серии послематчевых пенальти, однако «Аякс» всё же уступил «Ювентусу».
В 2004 году расторг контракт с «Аяксом» и перешёл в финский клуб «Лахти».

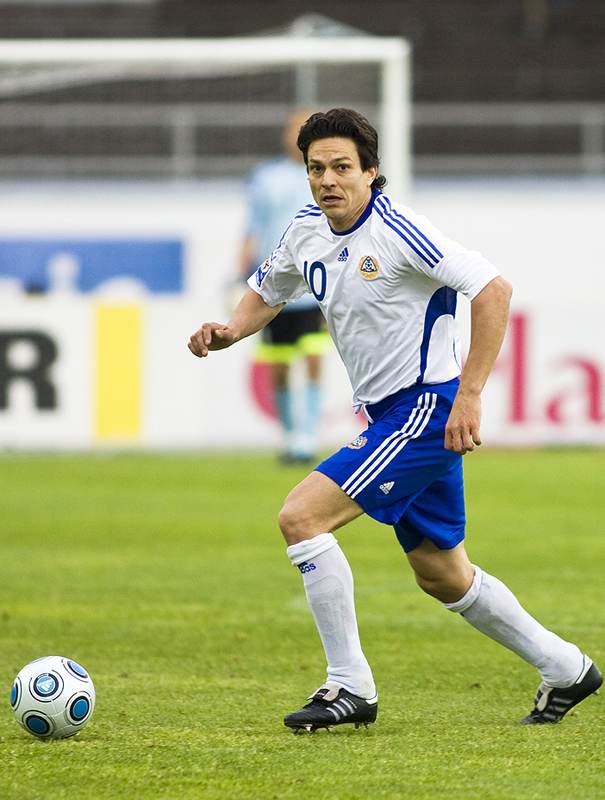
Литманен в 2009 году

В 2007 году, после расторжения контракта с «Мальмё» из-за тяжёлой травмы, стал свободным агентом. В январе 2008 года Литманен подписал соглашение с английским «Фулхэмом». Не сыграв за эту команду ни одного матча, покинул её и подписал контракт с «Лахти», где провёл три года.
В 2011 году после вылета «Лахти» в Юккёнен Яри Литманен пополнил состав действующего чемпиона страны — хельсинкского ХИКа. 29 октября 2011 сыграл 200-й и последний матч в чемпионате Финляндии.
17 ноября 2010 года в игре против сборной Сан-Марино (8:0) в своём 137-м и последнем официальном матче за сборную забил с пенальти свой 32-й мяч. Этот гол позволил Литманену стать самым возрастным автором гола в отборочных циклах чемпионатов Европы (39 лет и 270 дней). 10 сентября 2012 года сыграл прощальный матч, в котором сборная Финляндии победила сборную мира со счётом 5:2.
В 2010 году в Лахти, на родине Литманена, ему был установлен памятник.

## Личная жизнь
Яри Литманен стал отцом дважды в июле 2006 года и ноябре 2006, когда его девушка, родила двоих сыновей - Миики и Каро. В сентябре 2007 года у пары родился третий сын, Тиимо.
Младшая сестра Яри, Сини, играет в баскетбол.
11 мая 2020 года Литманен заявил в интервью Unibet, что у него был диагностирован положительный тест на коронавирус и ему пришлось проходить четырёхнедельный курс лечения. По его словам, в подобной плохой форме он прежде не был.

## Достижения

### Командные
«МюПа-47»
- Обладатель Кубка Финляндии: 1992

«Аякс»
- Чемпион Нидерландов (5): 1993/94, 1994/95, 1995/96, 1997/98, 2003/04
- Обладатель Кубка Нидерландов (3): 1993, 1998, 1999
- Обладатель Суперкубка Нидерландов (3): 1993, 1994, 1995
- Победитель Лиги чемпионов УЕФА: 1995
- Обладатель Кубка УЕФА: 1992
- Обладатель Суперкубка УЕФА: 1995
- Обладатель Межконтинентального кубка: 1995

«Ливерпуль»
- Обладатель Кубка Лиги: 2000/01
- Обладатель Кубка Англии: 2000/01
- Обладатель Суперкубка Англии: 2001
- Победитель Кубка УЕФА: 2000/01
- Обладатель Суперкубка УЕФА: 2001

«Сборная Финляндии»
- Чемпион Северной Европы: 2001

«ХИК»
- Чемпион Финляндии: 2011
- Обладатель Кубка Финляндии: 2011

### Личные
- Спортсмен года в Финляндии: 1995
- Футболист года в Финляндии (по версии Ассоциации спортивных журналистов и Федерации) (9): 1990, 1992, 1993, 1994, 1995, 1996, 1997, 1998, 2000
- Футболист года в Нидерландах: 1993
- Лучший бомбардир чемпионата Нидерландов: 1993/94 (26 голов)
- Лучший бомбардир Лиги чемпионов УЕФА: 1995/96 (9 голов)
- Входит в состав символической сборной Европы по версии ESM (2): 1995, 1996
- Рекордсмен сборной Финляндии по количеству матчей: 137
- 2-е место в сборной Финляндии по количеству забитых голов: 32
- Лучший футболист Финляндии за период 1954—2003 годов (юбилейный приз к 50-ти летию UEFA)